# Светски дан урбанизма
Међународну организацију за Светски дан урбанизма, познату и као „Светски дан урбанизма“, основао је 1949. године покојни професор Карлос Марија дела Паолера са Универзитета у Буенос Ајресу, дипломац Института за урбанизам у Паризу, да би унапредио јавни и стручни интерес за планирање. Прославља се сваког 8. новембра у више од 30 земаља на четири континента. 

## Историја
Током 15. века постојало је више теоријских мисли о којима се расправљало и стављало у архитектуру и урбанистичко планирање. У 19. веку Париз је редизајниран у модернију престоницу са ширим саобраћајницама и булеварима. 1899. године је у Енглеској основано Удружење за планирање града и земље. Годину дана раније, одржана је конференција са темом урбанизма у Њујорку.